# Gwendoline (opera)
Gwendoline è un'opera in due atti e tre scene del compositore francese Emmanuel Chabrier, su libretto di Catulle Mendès. Fu eseguita per la prima volta al Théâtre de la Monnaie, a Bruxelles, in Belgio, il 10 aprile 1886. Ulteriori spettacoli seguirono a Karlsruhe nel 1889, a Lipsia nel 1890 e poi a Lione e Parigi nel 1893. Gwendoline fu il tentativo di Chabrier di scrivere un'opera seria nello stile di Richard Wagner.

## Ruoli
| Ruolo      | Registro voce | Cast della prima, 10 aprile 1886 (Direttore: Joseph Dupont) |
| ---------- | ------------- | ----------------------------------------------------------- |
| Gwendoline | soprano       | Élisa-Eugénie Thuringer                                     |
| Armel      | tenore        | Pierre-Émile Engel                                          |
| Erick      | tenore        | Franklin                                                    |
| Aella      | baritono      | Gustave Seuille                                             |
| Harald     | baritono      | Charles Bérardi                                             |
| Un danese  | basso         |                                                             |

## Trama
Luogo: La costa della Gran Bretagna.
Periodo: L'ottavo secolo.

### Act 1

#### Scena 1

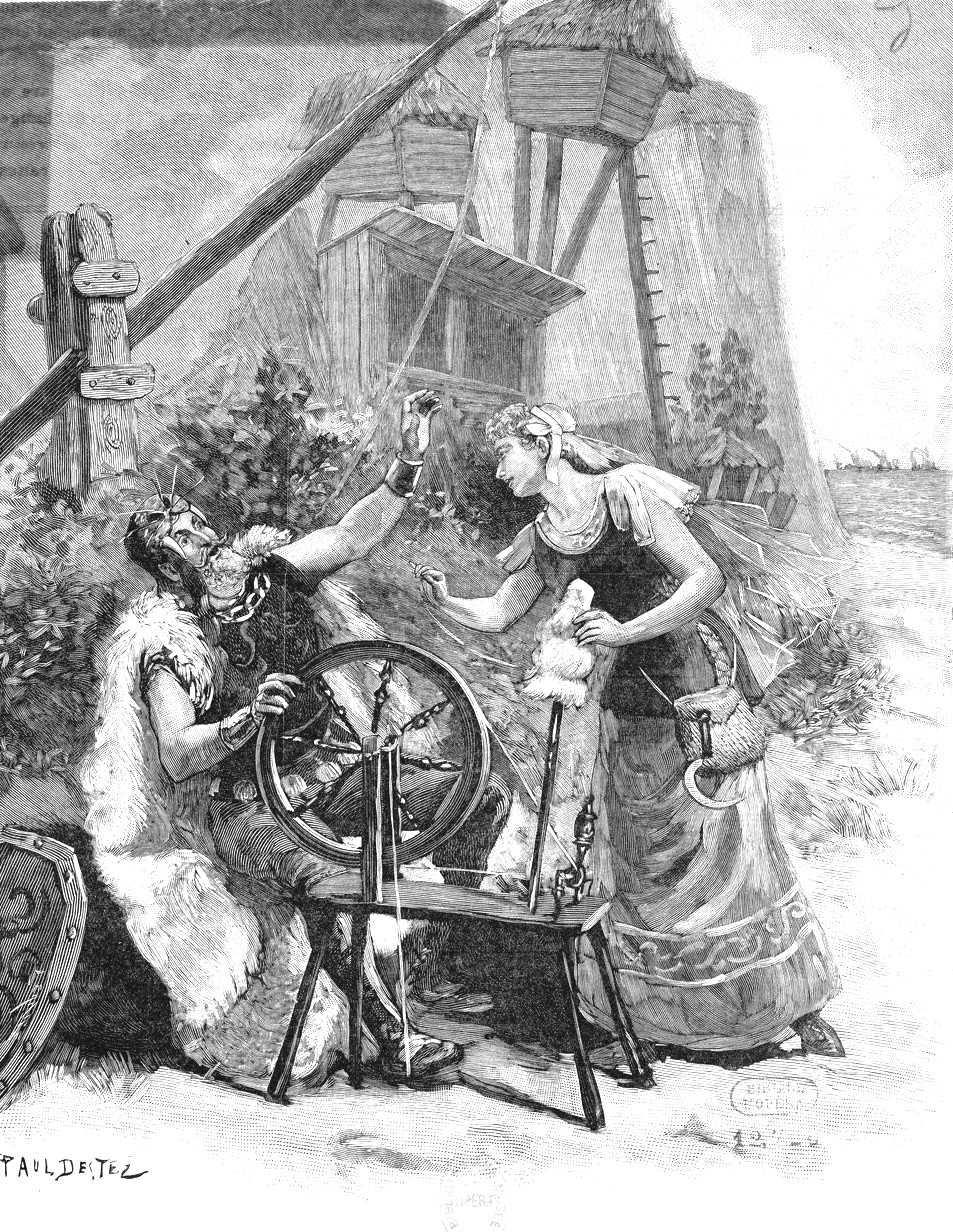
Scena della prima produzione parigina di Gwendoline, 1893

Il villaggio sassone, situato in una valle, non lontano dal mare.
Gli abitanti del villaggio sassone si preparano per il lavoro della giornata. Gwendoline avverte suo padre, il capo sassone Armel, della minaccia dei pirati danesi. Dopo che gli uomini se ne vanno, Gwendoline racconta la visione che ha avuto di essere rapita da un predone danese. Improvvisamente gli uomini sassoni tornano, vittime di un attacco danese a sorpresa, guidato da Harald. Harald ordina ad Armel di rivelare la posizione del suo tesoro e quando Armel rifiuta, Harald si prepara a giustiziarlo. Gwendoline lo prega di risparmiare suo padre; incantato da lei, Harald ordina a tutti di andarsene. Gwendoline canta una canzone da ballo e riesce a farlo danzare. Harald chiede ad Armel di dargli sua figlia in matrimonio, al che l'anziano sassone acconsente mentre assicura ai suoi compatrioti che la vendetta verrà dopo il banchetto nuziale. I due amanti riprendono la ballata quando l'atto si chiude.

### Act 2

#### Scena 2
La camera nuziale decorata grossolanamente.
Si sente una processione nuziale corale, mentre Armel complotta con Aella ed Erick per prendere le armi dei danesi e bruciare le loro navi. Gwendoline e Harald entrano e Armel benedice la loro unione. Ma Armel fa scivolare un pugnale a Gwendoline per farle uccidere Harald quella sera. Solo con Harald, Gwendoline lo spinge a fuggire, senza rivelare le intenzioni di suo padre. Cantano il loro amore ma vengono interrotti dalle grida dei pirati uccisi. Harald parte per unirsi ai suoi compagni; Gwendoline gli dà il pugnale, giurando di unirsi a lui nella morte.

#### Scena 3
Un burrone roccioso sul mare. Navi danesi sullo sfondo.
Mentre i danesi vengono massacrati, Harald vacilla e rimane intrappolato contro un albero, ma ride con aria di sfida. Il vecchio lo accoltella. Vedendo il suo amato morire, Gwendoline afferra il pugnale e si accoltella a morte. I due innamorati si abbracciano mentre un raggio di luce li illumina, con le navi danesi accese in una palla di fuoco.

## Incisioni
- Gwendoline Adriana Kohútková, Didier Henry, Gérard Garino, Brno Czech National Philharmonic Male Choir, Slovak National Philharmonic Choir, Slovak National Philharmonic Orchestra, conducted by Jean-Paul Penin (L'Empreinte Digitale, 1999)